# Rhipidomys gardneri
Rhipidomys gardneri (Ріпідоміс Гарднера) — вид гризунів з родини Хом'якові (Cricetidae).

## Проживання
Цей вид походить з західної Бразилії (Акко) і низовини південно-східного Перу, можливо, в тому числі в долині Ріо-Укаялі від приблизно 200 до 1480 м. Це деревний вид, який був зібраний у непорушеному низовинному вічнозеленому ліси. Крім того, був зібраний у порушеному лісі.

## Загрози та охорона
Здається, немає ніяких безпосередніх загроз даному виду. Може бути загрозою в майбутньому загальне очищення низовинного тропічного лісу. Він був знайдений в біосферному заповіднику Ману.